# Saison 2016-2017 de l'Olympique lyonnais (féminines)
Maillots
Dernière mise à jour : 1er juin 2017.
Chronologie
Saison précédente Saison suivante
La saison 2016-2017 de la section féminine de l'Olympique lyonnais est la trente-neuvième saison consécutive du club rhodanien en première division du championnat de France depuis 1978.
En plus de conserver leur suprématie nationale, les lyonnaises auront pour objectif de réaliser un second triplé consécutif avec un groupe bonifié tout au long de la saison. 
L'Olympique lyonnais va donc évoluer au cours de la saison en Ligue des champions, où le club est exempté de premier tour grâce au bon coefficient UEFA de la France.

## Transferts
Le début de saison est marqué par le départ de Louisa Necib, d'Amandine Henry et de Lotta Schelin. Pour combler l'absence de ces trois joueuses cadres de l'effectif, le club recrute notamment l'internationale allemande Dzsenifer Marozsán (du FFC Francfort) et l'internationale suédoise Caroline Seger (du Paris Saint-Germain). L'entame de cette saison est aussi marquée par le déménagement de l'équipe dans le nouveau complexe d'entraînement Groupama OL training center de Décines-Charpieu.
| Été 2016           |             |                        |                        |                   |
| Nom                | Nationalité | Transfert              | Provenance/Destination | Division          |
| Arrivées           |             |                        |                        |                   |
| Kenza Dali         | France      | Contrat de 2 ans       | Paris Saint-Germain    | Division 1        |
| Kheira Hamraoui    | France      | Contrat de 2 ans       | Paris Saint-Germain    | Division 1        |
| Jessica Houara     | France      | Contrat de 2 ans       | Paris Saint-Germain    | Division 1        |
| Caroline Seger     | Suède       | Contrat de 2 ans       | Paris Saint-Germain    | Division 1        |
| Dzsenifer Marozsán | Allemagne   | Contrat de 2 ans       | FFC Francfort          | Frauen-Bundesliga |
| Erin Nayler        | N-Zélande   | Contrat de 2 ans       | Norwest United         | AFF Conference    |
| Andrea Norheim     | Norvège     | Contrat de 3 ans       | Klepp IL               | Toppserien        |
| Julie Piga         | France      | Contrat de 3 ans       | Formée au club         | Formée au club    |
| Julie Marichaud    | France      | Contrat de 1 an        | Formée au club         | Formée au club    |
| Départs            |             |                        |                        |                   |
| Maëlle Garbino     | France      | Fin de contrat         | AS Saint-Étienne       | Division 1        |
| Lucie Pingeon      | France      | Fin de contrat         | AS Saint-Étienne       | Division 1        |
| Estelle Cascarino  | France      | Fin de contrat         | FCF Juvisy             | Division 1        |
| Ève Périsset       | France      | Fin de contrat         | Paris Saint-Germain    | Division 1        |
| Cindy Perrault     | France      | Fin de contrat         | ASPTT Albi             | Division 1        |
| Amandine Henry     | France      | Fin de contrat         | Portland Thorns FC     | NWSL              |
| Lotta Schelin      | Suède       | Fin de contrat         | FC Rosengard           | Damallsvenskan    |
| Line Roddik Hansen | Danemark    | Résiliation de contrat | FC Barcelone           | Primera División  |
| Louisa Necib       | France      | Fin de carrière        | Fin de carrière        | Fin de carrière   |
| Hiver 2016 - 2017  |             |                        |                        |                   |
| Arrivées           |             |                        |                        |                   |
| Kadeisha Buchanan  | Canada      | Contrat de 2 ans       | Vaughan Azzurri        | W-League          |
| Josephine Henning  | Allemagne   | Contrat de 6 mois      | Arsenal FC             | FA Super League   |
| Alex Morgan        | États-Unis  | Prêt de 6 mois         | Orlando Pride          | NWSL              |
| Départs            |             |                        |                        |                   |
| Julie Piga         | France      | Prêt de 6 mois         | Grenoble Foot 38       | Division 2        |
| Erin Nayler        | N-Zélande   | Prêt de 6 mois         | Grenoble Foot 38       | Division 2        |

## Stage et matchs d'avant saison
En guise de préparation d'avant saison, l'Olympique lyonnais a disputé quatre matches amicaux.

## Parcours en Coupe d'Europe
La section féminine de l'Olympique lyonnais glane son quatrième titre européen, égale le FFC Francfort au palmarès et devient la première équipe à remporter les trois compétitions officielles sur deux saisons consécutives.
| Ligue des champions 2016 - 2017 |                  |                                               |                           |                 |                      |
| Nb.                             | Date             | Lieu                                          | Compétition               | Adversaire      | Résultat             |
| 9.                              | 1er juin 2017    | Cardiff City Stadium, Cardiff, Pays de Galles | Finale                    | Paris SG        | 0 - 0 a.p. (7p - 6p) |
| 8.                              | 29 avril 2017    | Parc OL, Décines-Charpieu, France             | 1/2 finale retour (dom.)  | Manchester City | 1 - 0                |
| 7.                              | 22 avril 2017    | Academy Stadium, Manchester, Angleterre       | 1/2 finale aller          | Manchester City | 3 - 1                |
| 6.                              | 29 mars 2017     | Parc OL, Décines-Charpieu, France             | 1/4 finale retour (dom.)  | VfL Wolfsbourg  | 1 - 0                |
| 5.                              | 23 mars 2017     | AOK Stadion, Wolfsbourg, Allemagne            | 1/4 finale aller          | VfL Wolfsbourg  | 2 - 0                |
| 4.                              | 16 novembre 2016 | Stade du Letzigrund, Zurich, Suisse           | 1/8 finale retour         | FC Zurich       | 9 - 0                |
| 3.                              | 9 novembre 2016  | Parc OL, Décines-Charpieu, France             | 1/8 finale aller (dom.)   | FC Zurich       | 8 - 0                |
| 2.                              | 12 octobre 2016  | Parc OL, Décines-Charpieu, France             | 1/16 finale retour (dom.) | Avaldsnes IL    | 5 - 0                |
| 1.                              | 5 octobre 2016   | Haugesund Stadion, Haugesund, Norvège         | 1/16 finale aller         | Avaldsnes IL    | 5 - 2                |

## Parcours en Coupe de France
L'Olympique lyonnais remporte sa neuvième Coupe de France, sa sixième consécutive, à l'issue de cet exercice.
| Coupe de France 2016 - 2017 |                 |                                              |                    |                |                 |
| Nb.                         | Date            | Lieu                                         | Compétition        | Adversaire     | Résultat        |
| 6                           | 19 mai 2017     | Stade de la Rabine, Vannes, France           | Finale             | Paris SG       | 1 - 1 (7p - 6p) |
| 5                           | 16 avril 2017   | Stade O.-Birembaut, Hénin-Beaumont, France   | 1/2 finale         | Henin-Beaumont | 10 - 00         |
| 4                           | 12 mars 2017    | OL Training Center, Décines-Charpieu, France | 1/4 finale (dom.)  | Rodez          | 6 - 0           |
| 3                           | 19 février 2017 | Stade Fred-Aubert, Saint-Brieuc, France      | 1/8 finale         | Guingamp       | 5 - 0           |
| 2                           | 27 janvier 2017 | OL Training Center, Décines-Charpieu, France | 1/16 finale (dom.) | Grenoble       | 5 - 0           |
| 1                           | 7 janvier 2017  | Stade Salvatore Mazzeo, Gaillard, France     | 1/32 de finale     | Ambilly        | 8 - 0           |

## Parcours en Championnat de France
Le club rhodanien remporte son quinzième titre national, son onzième consécutif, lors de la 20e journée contre l'ASJ Soyaux.
| Saison 2016 - 2017 |                   |                                                   |                    |               |          |
| Nb.                | Date              | Lieu                                              | Compétition        | Adversaire    | Résultat |
| 22.                | 25 mai 2017       | Stade municipal d'Amnéville, Amnéville, France    | 22e journée        | Metz          | 3 - 0    |
| 21.                | 13 mai 2017       | Parc OL, Décines-Charpieu, France                 | 21e journée (dom.) | Paris SG      | 3 - 0    |
| 20.                | 8 mai 2017        | OL Training Center, Décines-Charpieu, France      | 20e journée (dom.) | Soyaux        | 9 - 0    |
| 19.                | 3 mai 2017        | Stade Jean-Antoine Moueix, Libourne, France       | 19e journée        | Bordeaux      | 1 - 0    |
| 18.                | 2 avril 2017      | OL Training Center, Décines-Charpieu, France      | 18e journée (dom.) | Saint-Étienne | 6 - 0    |
| 17.                | 26 mars 2017      | OL Training Center, Décines-Charpieu, France      | 17e journée (dom.) | Rodez         | 8 - 0    |
| 16.                | 18 mars 2017      | Stade Maurice-Rigaud, Albi, France                | 16e journée        | Albi          | 5 - 0    |
| 15.                | 25 février 2017   | Stade Bernard-Gasset, Montpellier, France         | 15e journée        | Montpellier   | 3 - 0    |
| 14.                | 15 février 2017   | Stade Robert-Bobin, Bondoufle, France             | 9e journée         | Juvisy        | 1 - 0    |
| 13.                | 12 février 2017   | Parc OL, Décines-Charpieu, France                 | 14e journée (dom.) | Juvisy        | 5 - 2    |
| 12.                | 5 février 2017    | OL Training Center, Décines-Charpieu, France      | 13e journée (dom.) | Ol. Marseille | 4 - 0    |
| 11.                | 14 janvier 2017   | Stade Fred-Aubert, Saint-Brieuc, France           | 12e journée        | Guingamp      | 3 - 0    |
| 10.                | 17 décembre 2016  | Stade Georges-Lefèvre, St-Germain-en-Laye, France | 11e journée        | Paris SG      | 1 - 0    |
| 9.                 | 10 décembre 2016  | OL Training Center, Décines-Charpieu, France      | 10e journée (dom.) | Montpellier   | 2 - 1    |
| 8.                 | 20 novembre 2016  | OL Training Center, Décines-Charpieu, France      | 8e journée (dom.)  | Metz          | 3 - 0    |
| 7.                 | 5 novembre 2016   | Stade Paul-Lignon, Rodez, France                  | 7e journée         | Rodez         | 5 - 0    |
| 6.                 | 30 octobre 2016   | OL Training Center, Décines-Charpieu, France      | 6e journée (dom.)  | Guingamp      | 9 - 1    |
| 5.                 | 15 octobre 2016   | Stade Parsemain, Fos-sur-Mer, France              | 5e journée         | Ol. Marseille | 6 - 1    |
| 4.                 | 9 octobre 2016    | OL Training Center, Décines-Charpieu, France      | 4e journée (dom.)  | Bordeaux      | 8 - 0    |
| 3.                 | 2 octobre 2016    | Stade Maurice-Rousson, Feurs, France              | 3e journée         | Saint-Étienne | 4 - 0    |
| 2.                 | 25 septembre 2016 | OL Training Center, Décines-Charpieu, France      | 2e journée (dom.)  | Albi          | 6 - 0    |
| 1.                 | 11 septembre 2016 | Stade Camille-Lebon, Angoulême, France            | 1re journée        | Soyaux        | 9 - 0    |

### Classement
| Rang | Équipe                   | Pts | J  | G  | N | P  | Bp  | Bc | Diff |
| ---- | ------------------------ | --- | -- | -- | - | -- | --- | -- | ---- |
| 1    | Olympique lyonnais T C   | 63  | 22 | 21 | 0 | 1  | 103 | 6  | +97  |
| 2    | Montpellier HSC          | 55  | 22 | 18 | 1 | 3  | 73  | 10 | +63  |
| 3    | Paris SG                 | 49  | 22 | 16 | 2 | 4  | 54  | 16 | +38  |
| 4    | Olympique de Marseille P | 35  | 22 | 11 | 2 | 9  | 32  | 38 | -6   |
| 5    | FCF Juvisy               | 32  | 22 | 9  | 5 | 8  | 42  | 25 | +17  |
| 6    | EA Guingamp              | 29  | 22 | 8  | 5 | 9  | 28  | 36 | -8   |
| 7    | ASJ Soyaux               | 27  | 22 | 7  | 6 | 9  | 25  | 52 | -27  |
| 8    | Rodez AF                 | 21  | 22 | 5  | 6 | 11 | 22  | 56 | -34  |
| 9    | ASPTT Albi               | 19  | 22 | 6  | 1 | 15 | 14  | 49 | -35  |
| 10   | Girondins de Bordeaux P  | 16  | 22 | 3  | 7 | 12 | 14  | 43 | -29  |
| 11   | AS Saint-Étienne         | 15  | 22 | 3  | 6 | 13 | 18  | 48 | -30  |
| 12   | FC Metz P                | 12  | 22 | 3  | 3 | 16 | 13  | 59 | -46  |

| Légende : | Légende : |
| --------- | --- |
|           | Qualifié pour la Ligue des champions 2017-2018 (Seizièmes de finale). |
|           | Relégué en Division 2. |
|           | T Tenant du titre. P Promu de Division 2. C Vainqueur de la Coupe de France 2016-2017. Pts points ; G victoires ; N match nuls ; P défaites Bp buts marqués ; Bc buts encaissés ; Diff différence de buts |

### Évolution du classement
Leader du championnat

## Statistiques individuelles

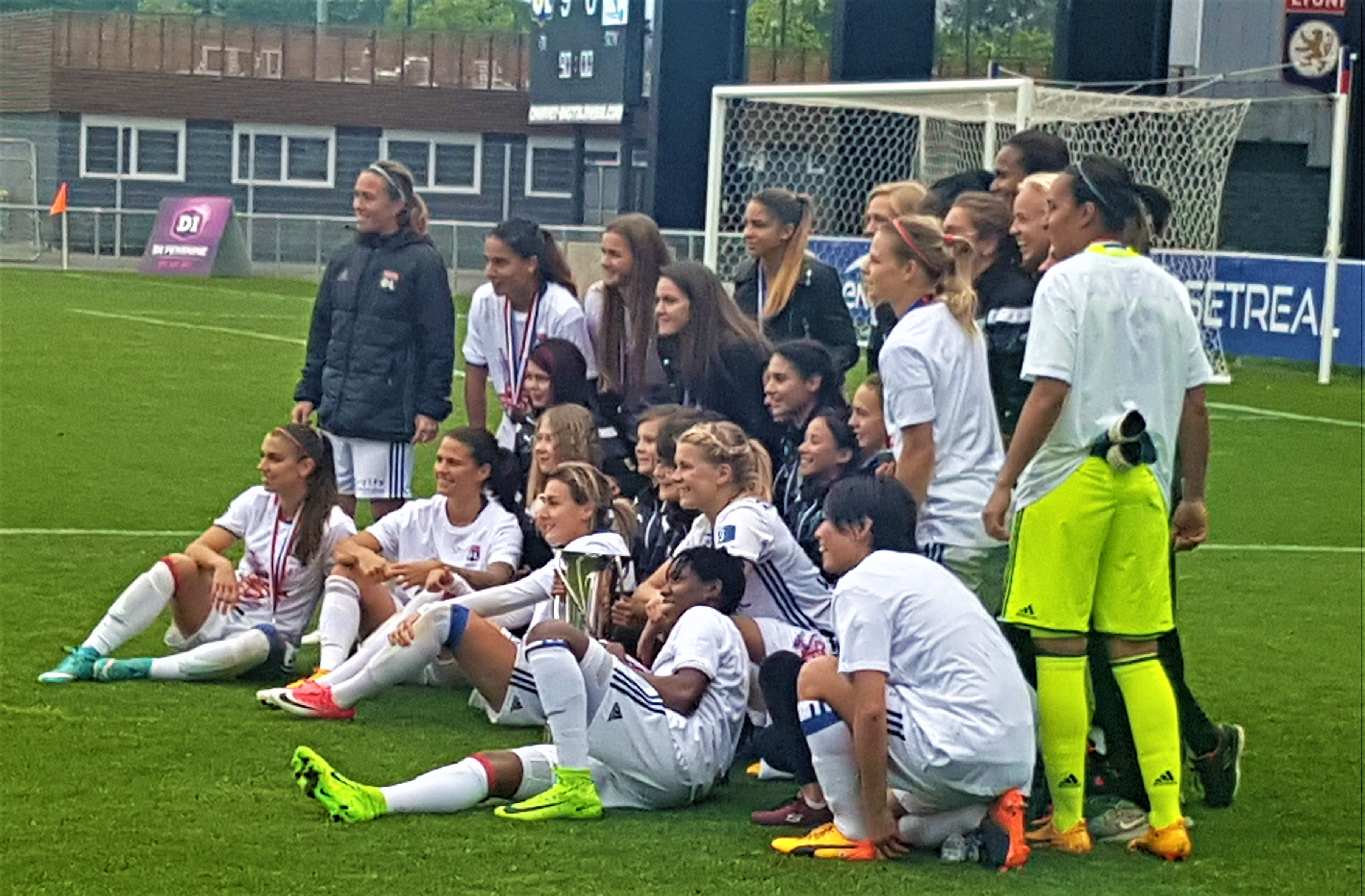
Célébration du titre lors de la 20e journée de championnat contre Soyaux le 8 mai 2017.

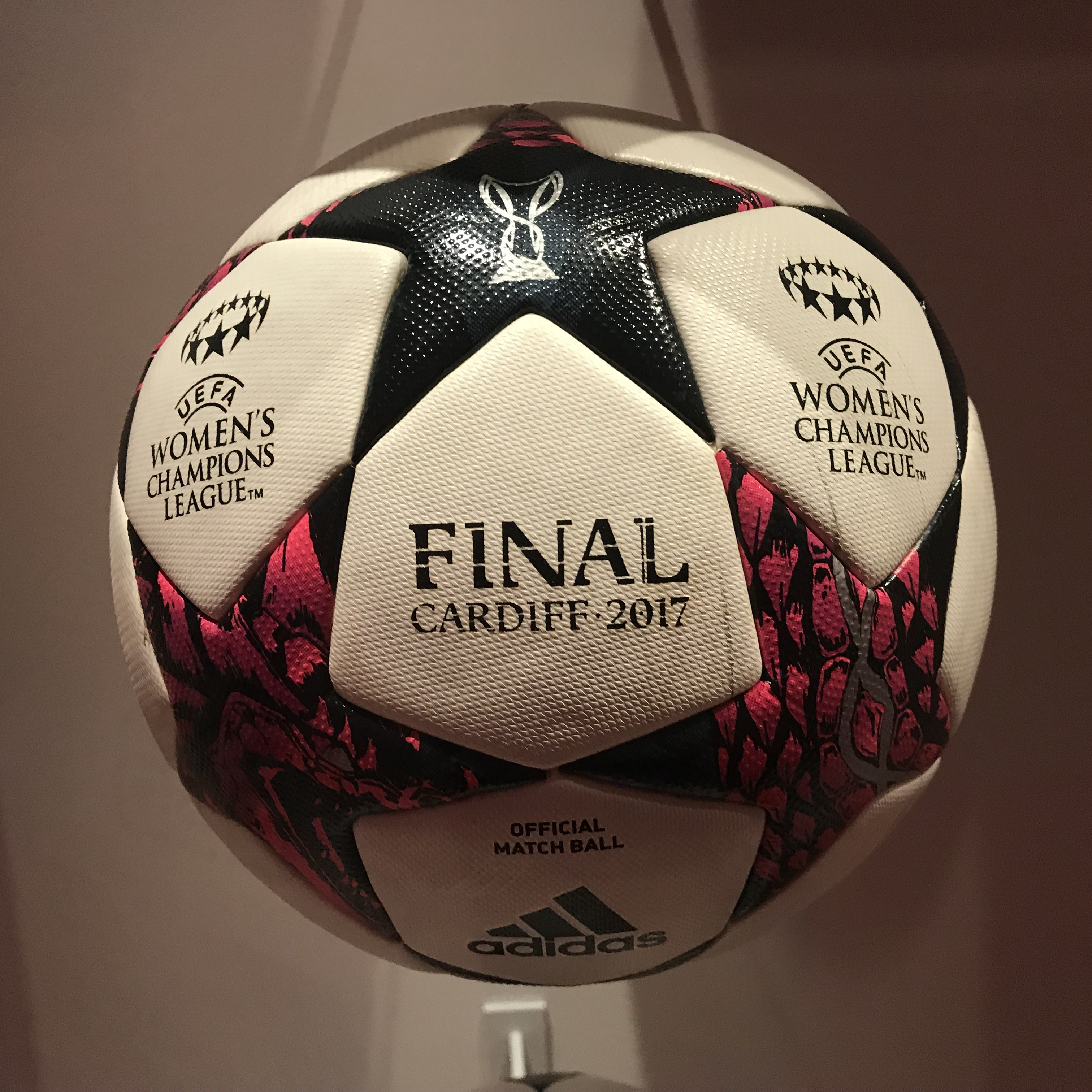
Ballon de la finale de la Ligue des champions féminine de l'UEFA 2016-2017.

| Nb.                 | Joueuse                   | Total | Championnat | Coupe de France | Ligue des champions |
| 1.                  | Eugénie Le Sommer         | 29    | 20          | 3               | 6                   |
| 2.                  | Ada Hegerberg             | 27    | 20          | 3               | 4                   |
| 3.                  | Claire Lavogez            | 16    | 8           | 5               | 3                   |
| 4.                  | Camille Abily             | 15    | 10          | 0               | 5                   |
| 5.                  | Alex Morgan               | 12    | 5           | 7               | 0                   |
| 6.                  | Saki Kumagai              | 11    | 6           | 2               | 3                   |
| 7.                  | Pauline Bremer            | 9     | 4           | 5               | 0                   |
| 8.                  | Wendie Renard             | 8     | 6           | 0               | 2                   |
| 9.                  | Amel Majri                | 7     | 6           | 1               | 0                   |
| 10.                 | Dzsenifer Marozsán        | 7     | 4           | 0               | 3                   |
| 11.                 | Corine Petit              | 5     | 3           | 1               | 1                   |
| 12.                 | Mylaine Tarrieu           | 5     | 3           | 0               | 2                   |
| 13.                 | Griedge Mbock             | 4     | 3           | 0               | 1                   |
| 14.                 | Delphine Cascarino        | 3     | 0           | 2               | 1                   |
| 15.                 | Kheira Hamraoui           | 3     | 0           | 3               | 0                   |
| 16.                 | Jessica Houara-d'Hommeaux | 2     | 2           | 0               | 0                   |
| 17.                 | Kenza Dali                | 1     | 0           | 1               | 0                   |
| 18.                 | Aurélie Kaci              | 1     | 0           | 1               | 0                   |
| 19.                 | Andrea Norheim            | 1     | 0           | 1               | 0                   |
| 20.                 | Caroline Seger            | 1     | 0           | 0               | 1                   |
| But contre son camp | But contre son camp       | 3     | 3           | 0               | 0                   |
| Total Général       | Total Général             | 170   | 103         | 35              | 32                  |

## Chiffres marquants
- 100e but d'Ada Hegerberg sous les couleurs de l'OL : en Ligue des Champions, face au FC Zürich Frauen (8-0), le 9 novembre 2016.

- 1900e but de l'histoire de l'OL : Saki Kumagai (en Ligue des Champions, au FC Zürich Frauen (9-0), le 16 novembre 2016).

- 100e but inscrit dans la saison : Ada Hegerberg (en championnat de D1, à Guingamp (3-0), le 14 janvier 2017).

- 70e joueuse à avoir inscrit au moins 1 but avec l'OL : Alex Morgan (en Coupe de France, face à Rodez (6-0), le 12 mars 2017).

- 1300e but de l'histoire en championnat de D1 : Claire Lavogez (face à Saint-Etienne (6-0), le 2 avril 2017).

- 150e but inscrit dans la saison : Eugénie Le Sommer (en championnat de D1, face à Saint-Etienne (6-0), le 2 avril 2017).

- 200e but d'Eugénie Le Sommer sous les couleurs de l'OL : en Ligue des Champions, à Manchester City (3-1), le 22 avril 2017.

- 100e but inscrit en championnat de Division 1 dans la saison : Alex Morgan (face au Paris SG (3-0), le 13 mai 2017).

- 2000e but de l'histoire de l'OL : Griedge Mbock (en championnat de D1, à Metz (3-0), le 25 mai 2017).